# Chociwek
Chociwek [pronunciación en polaco: /xɔˈt͡ɕivɛk/] es un pueblo ubicado en el distrito administrativo de Gmina Czerniewice, dentro del condado de Tomaszów Mazowiecki, voivodato de Łódź, en el centro de Polonia. Se encuentra aproximadamente a 8 kilómetros al noreste de Czerniewice, a 26 kilómetros al noreste de Tomaszów Mazowiecki, y a 55 kilómetros al este de la capital regional, Łódź. 